# Église Saint-Pierre d'Antignac
Pour les articles homonymes, voir Église Saint-Pierre.
L'église Saint-Pierre est une église catholique située à Antignac, en France.

## Localisation
L'église est située dans le département français du Cantal, dans le village d'Antignac.

## Historique
L'édifice est partiellement inscrit au titre des monuments historiques le 27 avril 1976 ; Cette inscription est remplacée par une inscription couvrant la totalité de l'église par arrêté du 16 juillet 2019.